# Lampornis
Lampornis – rodzaj ptaków z podrodziny kolibrów (Trochilinae) w rodzinie kolibrowatych (Trochilidae).

## Zasięg występowania
Rodzaj obejmuje gatunki występujące w Ameryce Północnej (południowe Stany Zjednoczone, Meksyk, Gwatemala, Salwador, Honduras, Nikaragua, Kostaryka, Panama).

## Morfologia
Długość ciała 10–13 cm; masa ciała samca 5–8 g, samicy 4,3–6,5 g.

## Systematyka

### Etymologia
- Lampornis: gr. λαμπη lampē „pochodnia, światło”; ορνις ornis, ορνιθος ornithos „ptak”[10].
- Delattria: Augustin Henri Delattre or De Lattre (1800–1876), francuski artysta, brat Adolphe’a Delattre[11]. Gatunek typowy: Lampornis amethystinus Swainson, 1827.
- Oreopyra: gr. ορος oros, ορεος oreos „góra”; πυρα 'pura „stos”, od πυρ pur, πυρος puros „ogień” (tj. Volcan de Chiriqui, Kostaryka, obecnie Panama)[12]. Gatunek typowy: Oreopyra leucaspis Gould, 1860 (= Trochilus castaneoventris Gould, 1851).
- Chariessa: gr. χαριεις kharieis, χαριεσσα khariessa „wdzięczny, piękny”, od χαρις kharis, χαριτος kharitos „wdzięk”, od χαιρω khairō „radować się, cieszyć”[13]. Gatunek typowy: Ornismia henrica Delattre & Lesson, 1839 (= Lampornis amethystinus Swainson, 1827).
- Himelia: w mitologii greckiej Himalios lub Himalis, epitet Demeter lub Ceres, bogini żniw i płodności, córki Saturna i Westy[14]. Gatunek typowy: Ornismia henrica Delattre & Lesson, 1839 (= Lampornis amethystinus Swainson, 1827).
- Cyanolaemus: gr. κυανος kuanos „ciemnoniebieski”; λαιμος laimos „gardło”[15]. Gatunek typowy: Ornismya clemenciae Lesson, 1830.
- Leuconympha: gr. λευκος leukos „biały”; νυμφη numphē „nimfa, dziewica”[16]. Gatunek typowy: Trochilus viridipallens Bourcier & Mulsant, 1846.
- Prodosia: gr. προ pro „związany z”; genus Eudosia Mulsant, 1875 (elfik) (por. gr. προδοσια prodosia „zdrada”; być może w aluzji do Wielkiej Wojny, tzn. I wojny światowej)[17]. Gatunek typowy: Oreopyra hemileuca Salvin, 1865.

### Podział systematyczny
Do rodzaju należą następujące gatunki:
- Lampornis hemileucus (Salvin, 1865) – malachicik białobrzuchy
- Lampornis clemenciae (Lesson, 1830) – malachicik ciemny
- Lampornis amethystinus Swainson, 1827 – malachicik ametystowy
- Lampornis viridipallens (Bourcier & Mulsant, 1846) – malachicik zielonogardły
- Lampornis sybillae (Salvin & Godman, 1892) – malachicik zielony
- Lampornis calolaemus (Salvin, 1865) – malachicik purpurowogardły
- Lampornis castaneoventris (Gould, 1851) – malachicik białogardły